# Armut und Demut führen zum Himmel

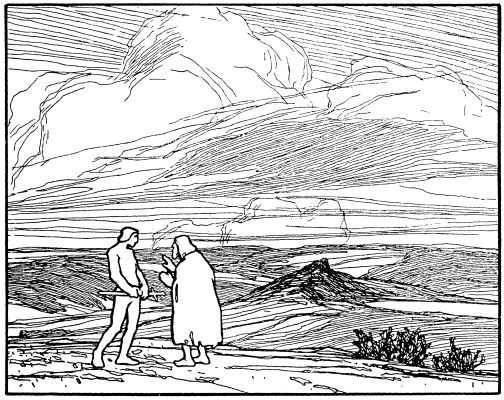
Illustration von Otto Ubbelohde, 1909

Armut und Demut führen zum Himmel ist die vierte von zehn Kinderlegenden im Anhang der Kinder- und Hausmärchen der Brüder Grimm (KHM 204). Dort schrieb sich der Titel Armuth und Demuth führen zum Himmel.

## Inhalt
Ein Prinz auf Wanderschaft schaut den Himmel an und will hinauf. Auf Rat eines alten Bettlers legt er dessen Kleider an, wandert sieben Jahre, ohne Geld zu nehmen. Als er heimkehrt, erkennt ihn niemand. Die Diener lassen ihn nicht ins Schloss und richten es nur widerwillig den Brüdern aus, die es auch nicht kümmert. Er schreibt seiner Mutter, ohne sich zu erkennen zu geben. Sie lässt ihn mitleidig unter der Treppe wohnen. Einer der zwei Diener, die ihm Essen bringen sollen, behält es für sich. Schließlich verlangt der Geduldige, der immer schwächer wird, das Abendmahl. Als der Pfarrer nach der Messe kommt, ist er schon tot, eine Rose in der einen, eine Lilie in der anderen Hand, neben ihm ein Papier mit seiner Geschichte. Aus seinem Grab wachsen eine Rose und auf der anderen Seite eine Lilie. 

## Herkunft
Die Geschichte steht ab der 2. Auflage (1819) als Kinderlegende Nr. 4, laut Grimms Anmerkung „aus dem Paderbörnischen“ von Familie Haxthausen, nach dem Vorbild von St. Alexius. Vgl. KHM 203 Die Rose, KHM 205 Gottes Speise, KHM 209 Die himmlische Hochzeit.
Hans-Jörg Uther zufolge ist der Stoff literarisch so verbreitet, weil er das mittelalterliche Asketenideal idealisiert. Älteste Fassung ist eine syrische Sage (5./6. Jhd.). Dass aus dem Römer Alexius ein Königssohn wird, zeigt den Übergang der Legende zum Märchen. Neu sind hier auch Rose und Lilie, allgemein Symbole der Reinheit und Unschuld Verstorbener. Siehe auch Armut, Demut.